# Metaphalangium punctatus
Metaphalangium punctatus is een hooiwagen uit de familie echte hooiwagens (Phalangiidae).